# Monica Frassoni
 (janvier 2018).
Monica Frassoni, née le 10 septembre 1963 à Veracruz, Mexique, est une femme politique italienne.
Députée européenne de 1999 à 2009, elle est depuis 2009 la co-porte-parole du Parti vert européen et depuis 2018, conseillère municipale d'Ixelles, une commune de Bruxelles.
Elle a occupé auparavant le poste de secrétaire général de l'organisation européenne des Jeunes Européens fédéralistes.
Elle est également présidente de l'Alliance européenne pour la sauvegarde de l’énergie (EUASE) et du Centre européen d'appui électoral (ECES).

## Biographie
Monica Frassoni est diplômée en sciences politiques de l'université de Florence Cesare Alfieri. Sa carrière politique a commencé en 1983, lorsqu'elle s'est activement impliquée dans le Mouvement fédéraliste européen, avant d’être élue secrétaire générale de l'organisation européenne des Jeunes Européens fédéralistes (JEF Europe) en 1987.
L’implication de Monica Frassoni dans les politiques en faveur de la jeunesse, a continué lors de sa nomination comme présidente du Bureau européen de coordination des ONGs de jeunesse, poste qu'elle occupa de 1991 à 1993.
En 1990, Monica Frassoni a commencé à travailler pour le groupe parlementaire des Verts/Alliance libre européenne, au Parlement européen, chargée des questions constitutionnelles, de l'État de droit, des procédures et des immunités. Elle a ensuite été élue membre du Parlement européen pour un premier mandat sous les listes d'Ecolo, en tant que première personnalité politique non belge à être élue sous les couleurs d'un parti politique belge. Au cours de cette législature, elle a été membre de la Commission des affaires constitutionnelles et membre suppléante de la commission des libertés et des droits des citoyens, de la justice et des affaires intérieures et de la commission parlementaire mixte UE-Chypre.
En juin 2004, elle a été réélue pour un second mandat sous les listes du Parti vert italien. Au cours de  cette législature, elle a été membre de la commission sur les questions juridiques et membre suppléante des commissions sur les affaires constitutionnelles, de l'environnement, de la santé publique et de la sécurité alimentaire. Monica Frassoni a participé également aux délégations pour les relations avec le Mercosur, pour les relations avec l'Iran et l'Assemblée parlementaire de la Méditerranée.
En 2006, Monica Frassoni a également participé au Réseau parlementaire sur la Banque mondiale (PNoWB).
De 2002 à 2009, elle a occupé, avec Daniel Cohn-Bendit, la coprésidence du groupe Verts/ALE, un groupe politique au Parlement européen regroupant le Parti vert européen et l'Alliance libre européenne. Plus tard, elle est devenue coprésidente du Parti vert européen en octobre 2009. De 2009 à 2019, elle est co-présidente du parti aux côtés de Philippe Lamberts, puis avec Reinhard Bütikofer à partir de 2012.
En 2010, elle a collaboré à la parution du volume Europa 2.0 intitulé « Perspectives et évolution du rêve européen », publié par Ombre Corte, édité par Nicola et Simon Vallinoto Vannuccini, avec un essai sur les conditions du relancement du processus constitutionnel en Europe.
Selon le site VoteWatch.eu, le pourcentage de participation de Monica Frassoni aux séances plénières du parlement européen était de 92,95% (277 jours sur 298).
En 2011, elle est devenue présidente du Centre européen d'appui électoral (ECES), une fondation privée à but non lucratif dont le siège est à Bruxelles, qui vise à promouvoir un développement démocratique durable en offrant un appui opérationnel aux acteurs électoraux tout au long du cycle électoral.
Monica Frassoni plaide mondialement pour l’économie d'énergie, l’instauration de politiques migratoires plus équitables au sein de l'Union européenne (UE), les droits de l'homme et l’assistance aux processus de consolidation démocratique.
Monica Frassoni occupe actuellement le poste de présidente de l'Alliance européenne pour l'économie d'énergie (EUASE), une organisation créée lors de la Conférences des Nations unies sur les changements climatiques (COP16), composée de membres des principales sociétés multinationales européennes, d'un important groupe multiparti de politiciens et de militants européens pour l'efficacité énergétique.
Monica Frassoni dispose aussi d’une longue expérience en observation électorale, ayant été nommée à deux reprises en tant que chef des missions d'observation électorale de l'Union européenne au Venezuela et en Bolivie en 2006, par la Commissaire européenne chargée des relations extérieures, Benita Ferrero-Waldner.
Monica Frassoni est également membre du conseil d'administration de « Friends of Europe », un groupe de réflexion qui œuvre pour la promotion d'une Europe plus inclusive, durable et orientée vers l'avenir. Le groupe est composé de personnalités politiques imminentes, tels qu'Étienne Davignon (vice-président de la Commission européenne 1981-1985), Joaquín Almunia (vice-président de la Commission européenne 2010-2014), António Manuel de Oliveira Guterres (Actuel Secrétaire général des Nations unies) et Carl Bildt (ministre suédois des Affaires étrangères 2006-2014 et ancien Premier ministre suédois). Monica Frassoni est également membre du conseil d'administration du « Caucus des femmes de l'Union européenne », une plate-forme interinstitutionnelle de discussion rassemblant des politiciennes du Parlement européen, de la Commission européenne, du Conseil européen et des représentations des États membres de l'UE.

## Engagement politique
Monica Frassoni est connue pour son engagement en faveur des femmes et des politiques visant au renforcement de la participation des jeunes dans l'UE et le monde. Elle est également un défenseur reconnu mondialement pour les politiques d'énergie, les politiques d'immigration plus équitables, les droits de l'homme et l’appui aux processus démocratiques.[réf. nécessaire]
En 2011, elle a participé à plusieurs campagnes dont « Renovate Europe », une campagne visant à rénover les politiques énergiques européennes. En 2012, elle a participé avec le Parti vert européen à la compagne du « Grand bus vert ».
Monica Frassoni fait partie du Groupe Spinelli, une initiative lancée en 2010 qui promeut un élan fédéraliste dans les décisions et les politiques de l'UE. Le groupe vise à devenir un réseau d'acteurs, de citoyens, de politiciens et d'universitaires avec une forte conviction pro-européenne. Le Groupe Spinelli se compose de plus de 110 eurodéputés et 44 membres actifs tels que des experts de l'UE, des représentants d’ONGs, des groupes de réflexion, etc.
Monica Frassoni publie souvent des articles sur HuffPost, EURACTIV et Green European Journal.

## Distinctions
En 2010, Monica Frassoni a figuré dans la liste Top 100 Global Thinkers publiée par le  magazine américain Foreign Policy.  
En 2016, elle a été répertoriée parmi les 40 acteurs les plus influents en matière de politique énergétique de l'UE par Euractiv.  